# Yehia Yousif
Yehia Yousif (* 1958 in Alexandria) ist ein Islamist ägyptischer Abstammung.

## Leben
Yousif studierte Medizin in Ägypten. In seiner Studentenzeit war er Mitglied der Jamaa Islamiya und saß nach der Ermordung von Präsident Anwar as-Sadat am 6. Oktober 1981 für einige Monate wegen Unterstützung der islamistischen Attentäter im Gefängnis. 1988 erhielt er eine Doktorandenstelle an der Albert-Ludwigs-Universität Freiburg, wo er mit der Note „summa cum laude“ promoviert wurde. In Freiburg zählte er zu den Gründungsmitgliedern einer Moschee. 1994 erhielt er zusammen mit Kollegen den Goedecke-Forschungspreis für herausragende naturwissenschaftliche Arbeiten.
Im Jahr 2000 zog Yousif nach Neu-Ulm und predigte dort als „Scheich Abu Omar“ im Islamischen Informationszentrum Ulm. Bei einer Polizeikontrolle an der deutsch-französischen Grenze wurden in seinem Koffer radikal-islamistische Schriften gefunden, dadurch geriet er ins Visier des Verfassungsschutzes. Der deutsche Inlandsgeheimdienst führte ihn zeitweise als V-Mann. Während er öffentlich dialogbereit auftrat, trug er bei internen Veranstaltungen des Islamischen Zentrums zur Radikalisierung von Muslimen bei, zum Beispiel der Sauerland-Gruppe. Yousif soll 2002 in den Anschlag auf eine Diskothek auf der indonesischen Insel Bali mit mehr als 200 Toten verwickelt gewesen sein.
Mittlerweile arbeitet er als Biochemiker am Batterjee Medical College im saudi-arabischen Dschidda, wo er die Forschungsabteilung leitet.